# Jamaica nos Jogos Olímpicos de Inverno de 2010
A Jamaica participou dos Jogos Olímpicos de Inverno de 2010, realizados na cidade de Vancouver, no Canadá. Foi a sexta aparição do país em Olimpíadas de Inverno. O único representante do país foi o esquiador estilo livre Errol Kerr que competiu no ski cross.

## Desempenho

### Esqui estilo livre
Masculino
| Atleta     | Evento    | Preliminar | Preliminar | Oitavas | Quartas | Semifinal   | Final       |             |
| Atleta     | Evento    | Tempo      | Pos.       | Posição | Posição | Posição     | Posição     |             |
| ---------- | --------- | ---------- | ---------- | ------- | ------- | ----------- | ----------- | ----------- |
| Errol Kerr | Ski cross | 1:13.71    | 9º         | 1º      | 3º      | Não avançou | Não avançou | Não avançou |

Legenda
| Recorde mundial      | Recorde mundial (World record)               |                       | Recorde africano                      | Recorde africano (African) |                                           | Q | Classificado por posição (Qualified) |
| Recorde olímpico     | Recorde olímpico (Olympic record)            | Recorde da América    | Recorde da América (Americas)         | q                          | Classificado por melhor tempo (Qualified) |   |                                      |
| Melhor marca do ano  | Melhor marca do ano (World leading)          | Recorde asiático      | Recorde asiático (Asian)              | DNS                        | Não largou (Did not start)                |   |                                      |
| Recorde nacional     | Recorde nacional (National record)           | Recorde europeu       | Recorde europeu (European)            | DNF                        | Não terminou (Did not finish)             |   |                                      |
| Recorde pessoal      | Recorde pessoal do atleta (Personal best)    | Recorde da Oceania    | Recorde da Oceania (Oceania)          | DSQ / DQ                   | Desclassificado (Disqualified)            |   |                                      |
| Recorde da temporada | Recorde da temporada do atleta (Season best) | Recorde sul-americano | Recorde sul-americano (South America) | NM                         | Sem marca (No mark)                       |   |                                      |